# Диснейфикация
Диснейфикация (также употребляется как «Диснеизация») — социологический термин, описывающий процесс коммерческого преобразования вещей или окружающей среды в нечто упрощённое, контролируемое, безопасное, напоминающее бренд Disney (например, его медийные продукты, парки развлечений и т. п.)
В широком смысле, это описание процесса лишения реального места или предмета его первоначального характера и представления его в «очищенном» формате: упоминания обо всём негативном или неприятном убираются, а факты искажаются с целью сделать предмет воздействия более приятным и лёгким для восприятия. В случае с физическими местами, это подразумевает замену реальности идеализированной, привлекательной для туристов оболочкой, напоминающей тематическую территорию «Main Street, U.S.A», расположенную после главного входа во многих парках развлечений «Диснейленд».
Основанный на быстрой глобализации в западном стиле и потребительском образе жизни, термин «диснейфикация» в основном употребляется в негативном смысле для обозначения социальной и культурной гомогенизации вещей. В этом смысле, «диснейфицировать» означает превращать объект в нечто поверхностное и упрощённое. Термин «диснейфикация» также может использоваться для описания интернационализации американской массовой культуры, делающей мировую индустрию развлечений с одной стороны более масштабной и эффективной, но с другой — приводящей к её американизированному единообразию.
Термин «диснейфикация» также может использоваться в более узком смысле, связанном непосредственно с продукцией Disney и обозначающем процесс преобразования какого-либо материала (сказки, романа, исторического события и т. п.) в стандартизированный формат, ассоциирующийся с продукцией The Walt Disney Company.

## Происхождение и примеры
Термин «диснейфикация» («disneyfication») впервые был использован в 1959 год, в то время как термин «диснеизация» («disneyization») был введён в оборот Нью-Йоркским университетом. Само понятие было популяризировано Аланом Брайманом в книге «Диснеизация общества» («The Disneyization of Society») 2004 года, в которой он описал его как «процесс, в ходе которого принципы тематических парков Disney начинают доминировать во всё большем количестве сфер американского общества, а также во всём остальном мире». Хотя два варианта написания термина используются как взаимозаменяемые, Брайман предпочитал вариант «диснеизация», который, по его мнению, не сопровождался столь сильными негативными коннотациями, как «диснейфикация».

#### Диснеефикация университета
Дэйн Кеннеди, профессор Университета Джорджа Вашингтона, критикует инициативу президента университета по внедрению «корпоративной культуры» от Disney Institute. За 3-4 миллиона долларов институт проводит семинары для сотрудников и преподавателей, продвигая новые ценности и «приоритеты обслуживания» (забота, безопасность, эффективность), которые, по мнению автора, направлены на создание более послушного и дисциплинированного персонала. Кеннеди иронизирует над предложенными слоганом, ценностями и методами, называя всю инициативу диснеефикацией университета.

#### Диснеификации Таймс-сквер
В период с 1980-х по 2000-е годы процесс диснеификации и турификации Таймс-сквер, инициированный городскими властями Нью-Йорка и поддержанный инвестициями корпорации Disney, привел к значительным изменениям в социальной и экономической структуре района. Этот процесс, направленный на привлечение туристов и обеспеченных жителей, вытеснил местных жителей с низким доходом и изменил характер района с депрессивного и криминогенного на туристический и коммерческий. В результате, количество постоянных жителей сократилось с 5,000 до 2,000, а количество туристов, проходящих через Таймс-сквер в будний день, достигло 1.5 миллиона человек.